# 布兰科·武凯利奇
布兰科·武凯利奇（1958年3月9日—2013年5月3日）克罗地亚政治人物，克罗地亚民主联盟成员，曾任经济、劳动和企业家部部长和国防部部长。

## 生平
1997年，在卡尔洛瓦茨开始政治生涯。
2003年，于总理伊沃·萨纳德组建的内阁中出任经济、劳动和企业家部部长，2008年转任国防部部长。
2009年，伊沃·萨纳德于任内辞职，亚德兰卡·科索尔继任成为克罗地亚第一位女总理，布兰科·武凯利奇继续担任国防部长，2010年12月，布兰科·武凯利奇于任内被免职。
武凯利奇长期为克罗地亚民主联盟成员，2013年2月，辞去党内身份。
2013年5月3日，武凯利奇因罹患胰腺癌于卡尔洛瓦茨逝世。